# Tuskar
Der Tuskar (russisch Тускарь) ist ein 108 km langer, rechter und drittgrößter Nebenfluss des Seim im Westen des europäischen Teils Russlands.
Der Tuskar entspringt in der Oblast Kursk im Süden der Mittelrussischen Platte in der Nähe von Nowoaleksandrowka. Der Fluss fließt anfangs nach Westen, später nach Süden. Er mündet in der Stadt Kursk in den Seim.
Das Einzugsgebiet des Tuskar umfasst 2.475 km².
Die wichtigsten Nebenflüsse des Tuskar sind: Snowa, Obmet, Kur und Nepolka (alle von rechts) sowie Winogrobl (von links).